# Saldeana
Saldeana es un municipio y localidad española de la provincia de Salamanca, en la comunidad autónoma de Castilla y León. Se integra dentro de la comarca de Vitigudino y la subcomarca de La Ramajería. Pertenece al partido judicial de Vitigudino.
Su término municipal está formado por un solo núcleo de población, ocupa una superficie total de 20,69 km² y según los datos demográficos recogidos en el padrón municipal elaborado por el INE en el año 2017, cuenta con una población de 113 habitantes.
Dentro de su territorio, que forma parte del parque natural de Arribes del Duero, se encuentra el lugar arqueológico de El Castillo, un castro o poblado de los vetones, el pueblo perromano de cultura celta asentado en la zona durante la Edad del Bronce.

## Símbolos

### Escudo
El escudo heráldico que representa al municipio fue aprobado el 18 de marzo de 1994 con el siguiente blasón:

«Escudo partido. Primero, de plata con un castillo de sable, aclarado de lo mismo. Segundo, de oro con una cruz-espada jacobea, de gules, sumada de una venera de lo mismo. Al timbre, la Corona Real Española»
Boletín Oficial de Castilla y León nº 67 de 8 de abril de 1994

### Bandera
El ayuntamiento no ha adoptado aún una bandera para el municipio.

## Geografía
Saldeana se encuentra a 677 m s. n. m., en la ecorregión de las Arribes. El punto más alto del término municipal es el cerro de La Cabeza (737 m s. n. m.). El terreno tiene grandes ondulaciones en casi todo su territorio. En las cercanías del río Huebra existen grandes cortes rocosos de granito que descienden bruscamente hasta alrededor de los 450 m s. n. m. Son los denominados arribes del Huebra.

### Situación
Saldeana se localiza en el noroeste salmantino y dista 97 km de Salamanca capital. Se integra dentro de la ecorregión de las arribes, en La Ramajería, comarca de Vitigudino.
Pertenece a la Mancomunidad Centro Duero y al partido judicial de Vitigudino. 
Su término municipal se encuentra dentro del parque natural de Arribes del Duero, un espacio natural protegido de gran atractivo turístico.
| Noroeste: Barruecopardo | Norte: Barruecopardo | Noreste: Villasbuenas |
| Oeste: Saucelle         |                      | Este: Barreras        |
| Suroeste: Bermellar     | Sur: Bermellar       | Sureste: Cerralbo     |

## Historia
El origen del poblamiento humano en Saldeana tiene su origen en la época prerromana, como atestigua el castro vetton existente en el municipio y que conserva la muralla y el campo de piedras hincadas. La leyenda cuenta que los romanos posteriormente edificaron sobre este castro un templo dedicado a la diosa Diana, Saltus Dianae, del que derivaría el nombre de la localidad.

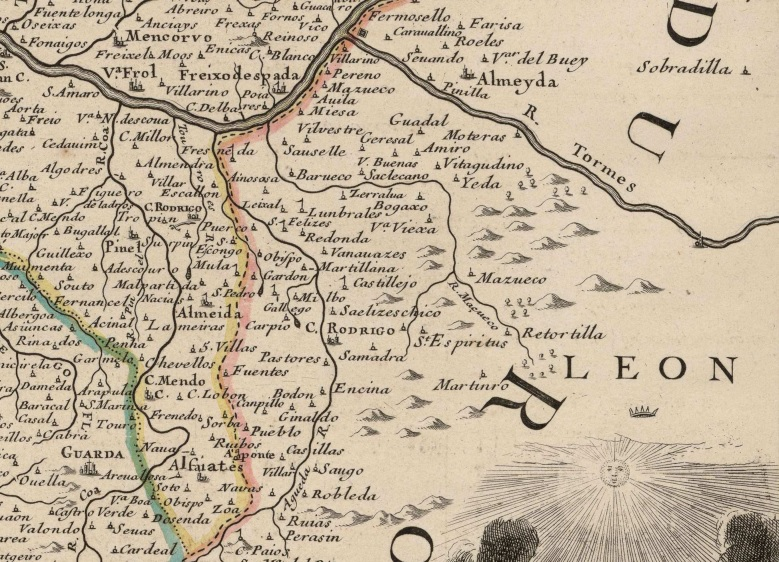
Detalle del oeste salmantino en un mapa francés del, en el que se puede observar Saldeana (escrito Saclecano)

El poblamiento del actual Saldeana se remonta a las repoblaciones efectuadas por parte de los monarcas del Reino de León en la Edad Media, los cuales cedieron la gestión de Saldeana a la Orden de Santiago, motivo por el cual pasó a depender de la vicaría de Barruecopardo del obispado de León de Santiago desde finales del siglo XII hasta 1873, cuando fue suprimida dicha diócesis que agrupaba los territorios leoneses de la orden santiaguista, pasando entonces los territorios de dicha vicaría a la Diócesis de Ciudad Rodrigo, de la que forma parte actualmente Saldeana.
Previamente, Saldeana había llegado a pertenecer a la Diócesis de Zamora, habiéndose dado un litigio entre ésta y la de Salamanca por la posesión de las localidades de Barruecopardo, Encinasola, Yecla y Saldeana, que se solucionó en el año 1185 con el paso de dichas localidades a la Diócesis de Salamanca, si bien Saldeana pasó a depender casi a renglón seguido de la Orden de Santiago y, con ello, del obispado de León de Santiago o Priorato de San Marcos de León. Con la creación de las actuales provincias en 1833, Saldeana quedó encuadrado en la provincia de Salamanca, dentro de la Región Leonesa.
A mediados del siglo XIX, el lugar tenía contabilizada una población de 247 habitantes. Aparece descrito en el decimotercer volumen del Diccionario geográfico-estadístico-histórico de España y sus posesiones de Ultramar de Pascual Madoz de la siguiente manera:

SALDEANA: l. en la prov. de Salamanca (14 leg.), part. jud. de Vitigudino (2 1/2), priorato de San Marcos de Leon, aud. terr. de Valladolid y c. g. de Castilla la Vieja. sit. en el último descenso de una ladera formada de lastras con vertientes al Yeltes que le pasa al S.; el clima es sano y no se conocen enfermedades especiales. Se compone de unas 70 casas de mediana construccion dividido en 3 barrios, pasando por el llamado de Abajo y de las Peñas un arroyo; tiene una escuela de instruccion primaria medianamente concurrida; una igl. sit. en el barrio de Arriba dedicada al Apóstol Santiago, anejo de la vicaria de Barrueco Pardo de dicho priorato, y un cementerio que en nada perjudica á la salud pública. Confina el térm. por el N. con Barrueco Pardo: E. Barreras; S. Bermellar. y O. Saucelle; corre por el térm. al S. y en direccion O, el r. Yeltes que va á unirse al Duero. El terreno es todo de secano y participa de llano y monte con algun arbolado de roble y encina. Los caminos Conducen á Vitigudino, á los pueblos de la ribera del Duero y á los demas limítrofes. El correo se recibe de la cab. del part. jud. prod.: trigo y centeno; hay algun ganado lanar y vacuno, y caza de conejos y perdices. pobl.: 61 vec., 247 alm. riqueza prod.: 332,250 rs. imp.: 16,612.
(Madoz, 1849, p. 693)

## Demografía

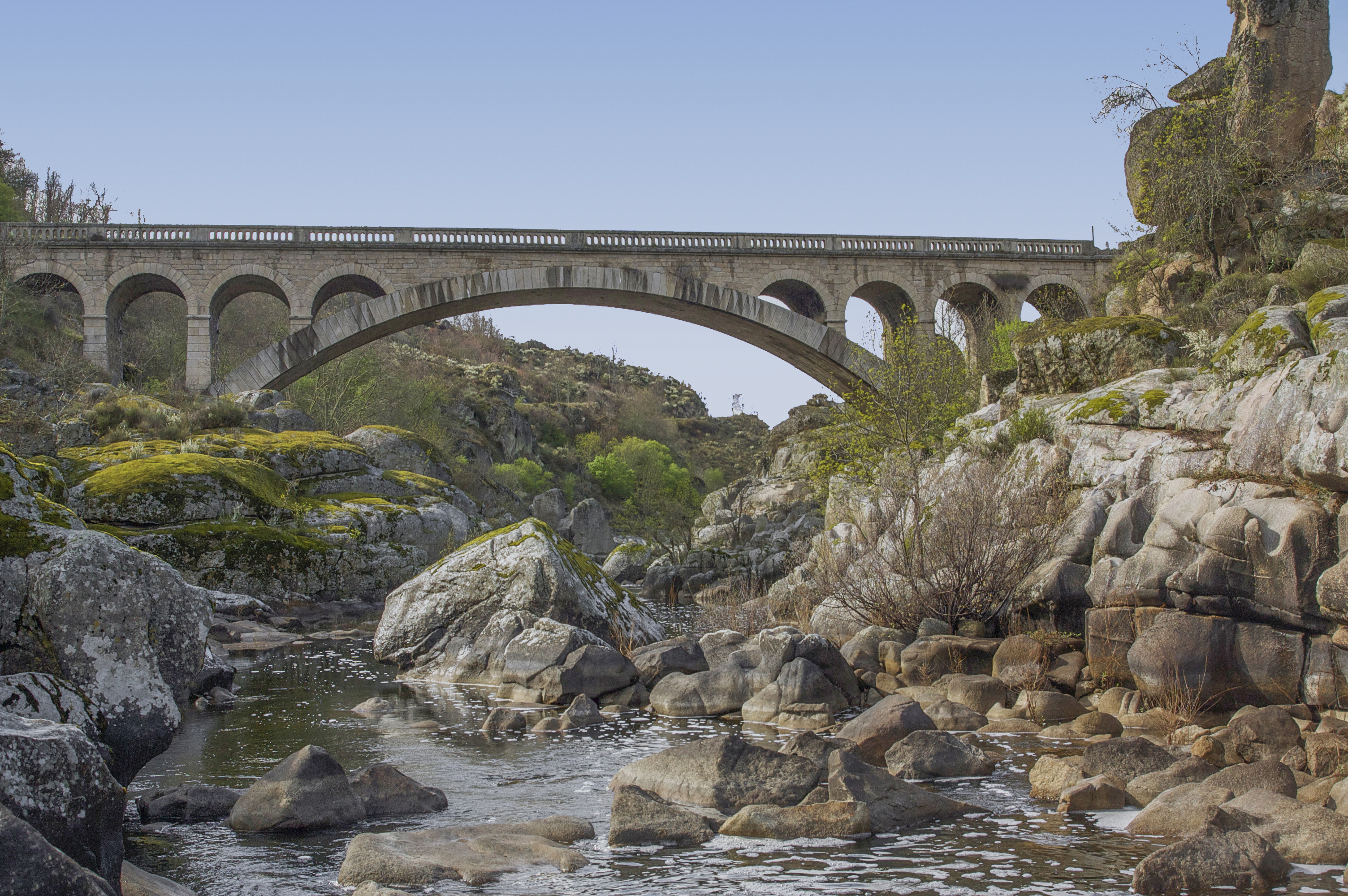
Puente Resbala

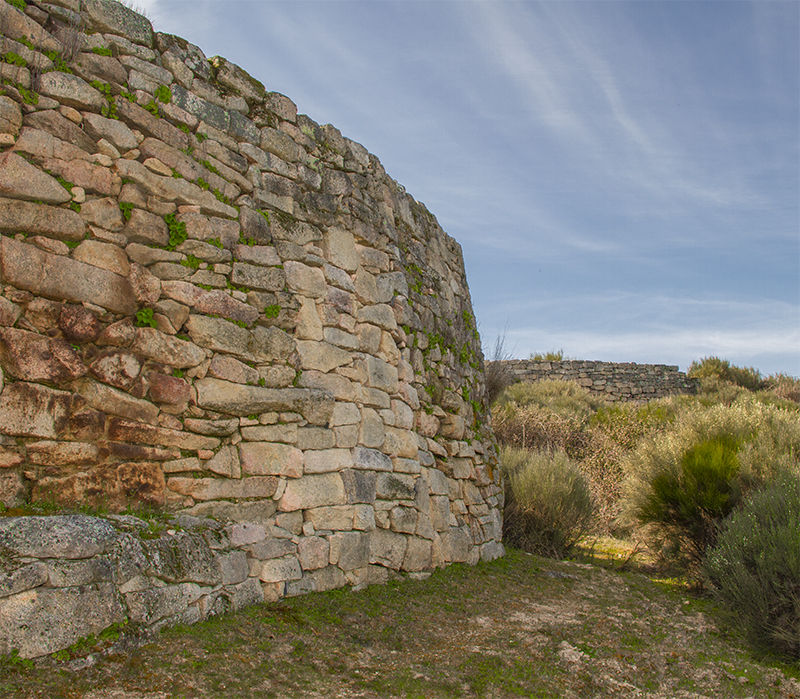
Castro de El Castillo

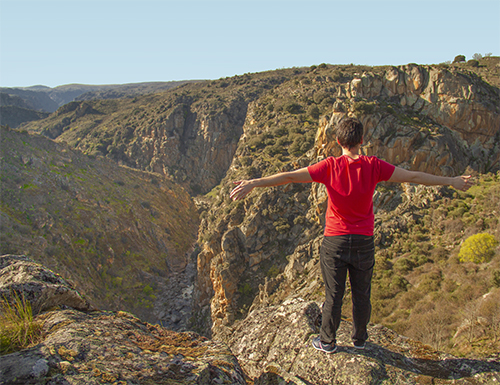
Mirador del Huebra

Saldeana cuenta con una población de 99 habitantes (INE 2024).
| Gráfica de evolución demográfica de Saldeana entre 1842 y 2021                                                      |
| |
| Población de derecho según los censos de población del INE Población de hecho según los censos de población del INE |

Según el Instituto Nacional de Estadística, Saldeana tenía, a 31 de diciembre de 2018, una población total de 109 habitantes, de los cuales 60 eran hombres y 49 mujeres. Respecto al año 2000, el censo refleja 182 habitantes, de los cuales 98 eran hombres y 84 mujeres. Por lo tanto, la pérdida de población en el municipio para el periodo 2000-2018 ha sido de 156 habitantes, un 41 % de descenso.

## Monumentos y lugares de interés

### Miradores
El «mirador del Fraile y la Monja» es el más destacado del municipio pues ofrece una de las vistas más originales de las arribes del Huebra en una zona de enormes peñascos donde es frecuente ver buitres posados sobre las piedras de color rojizo que destacan en el paisaje, sobre la margen derecha del Huebra, lo que lo convierte en uno de los puntos más reseñables del parque natural de Arribes del Duero para los amantes de la ornitología. Una de las rocas, dicen en el pueblo, tiene forma de monja y la otra de fraile, de ahí el nombre del mirador, otras personas le ven semejanzas con la famosa roca de la película El Rey León donde Rafiki presenta a Simba a los animales del reino. Para acceder al mirador hay que llegar a los molinos de Arroyo Grande, restaurados para su visita, en un lugar donde se ha instalado un merendero, de ahí se siguen las indicaciones para llegar al mirador, por un sendero que discurre junto al cauce del Arroyo Grande. Durante el camino se pueden ver diversos chozos.
El «mirador del Huebra» se sitúa en la ruta circular de las arribes del Huebra. Desde él se puede observar el profundo tajo del río Huebra, en la zona donde forma un pronunciado meandro. Para acceder a él se debe pasar previamente por el Castro de El Castillo que se dejará a la izquierda, siguiendo las indicaciones hasta el mirador. Siguiendo la ruta por las arribes, junto al río y señalizada en todo momento, se llega al «mirador del Fraile y la Monja», de ahí a los molinos del Arroyo Grande y de ahí al sendero donde comienza el recorrido.

### Molinos del Arroyo Grande
Junto al «Arroyo Grande», que desemboca en el río Huebra, se han restaurado dos molinos para ser visitados, complementando la ruta circular que pasa también por el «mirador del Fraile y la Monja» y el «mirador del Huebra», además de algunos chozos y chiviteros. Estos molinos funcionaban hasta la mitad del siglo XX para distintos usos, pues existían los de rueda en movimiento vertical y rueda en movimiento horizontal. Entre estos últimos se encontraban los dedicados a moler harina o a batanar paños y accionar telares. En la zona se ha habilitado además un merendero, resultando uno de los lugares preferidos para esparcirse por parte de los saldeaninos y visitantes del parque.

### Castro de El Castillo
El yacimiento de El Castillo se sitúa en la margen derecha del río Huebra, en un espigón natural levemente amesetado, y flanqueado al este, sur y oeste por unos importantes barrancos graníticos de corte vertical, de más de un centenar de metros. Parte de la muralla defensiva del castro se halla todavía bastante bien conservada, pudiéndose hacer el visitante una idea de lo que fue este establecimiento vetón. Antes de llegar se pasa por el campo de piedras hincadas, perfectamente visible todavía hoy, se trata de un terreno en el que se depositaron piedras para hacer más difícil el acceso del enemigo al castro. En las casas del pueblo se pueden apreciar las estelas funerarias provenientes de la necrópolis del mismo. El complejo amurallado ocupa unas 3,5 hectáreas y se accedía a él mediante dos puertas, hoy cegadas.

## Administración y política
| Periodo   | Nombre                     | Partido | Partido                                  |
| --------- | -------------------------- | ------- | ---------------------------------------- |
| 1979-1983 | Juan Manuel Casado Vicente |         | Unión de Centro Democrático (UCD)        |
| 1983-1987 | Juan Manuel Casado Vicente |         | Alianza Popular (AP)                     |
| 1987-1991 | Juan Manuel Casado Vicente |         | Independiente                            |
| 1991-2007 | Manuel Amaro Gallego       |         | Partido Popular (PP)                     |
| 2007-2015 | Elías Pérez Amaro          |         | Partido Socialista Obrero Español (PSOE) |
| 2015-2019 | Isabel Pérez Martín        |         | Partido Socialista Obrero Español (PSOE) |
| 2019-2023 | Juan Ruiz Barrionuevo      |         | Partido Socialista Obrero Español (PSOE) |

| Partido político                         | 2019  | 2019  | 2019       | 2015  | 2015  | 2015       | 2011  | 2011  | 2011       | 2007  | 2007  | 2007       | 2003  | 2003  | 2003       |
| Partido político                         | %     | Votos | Concejales | %     | Votos | Concejales | %     | Votos | Concejales | %     | Votos | Concejales | %     | Votos | Concejales |
| Partido Socialista Obrero Español (PSOE) | 52,22 | 47    | 3          | 60,78 | 62    | 3          | 60,50 | 72    | 4          | 45,30 | 53    | 3          | 36,15 | 47    | 1          |
| Partido Popular (PP)                     | 50,00 | 45    | 2          | 39,22 | 40    | 2          | 33,61 | 40    | 1          | 41,03 | 48    | 2          | 52,31 | 68    | 4          |
| Coalición SI por Salamanca (SI)          | —     | —     | —          | —     | —     | —          | 1,68  | 2     | 0          | —     | —     | —          | —     | —     | —          |

El alcalde de Saldeana no reporta información sobre su sueldo (2017).

### Localidades cercanas
- Barreras
- Bermellar
- Barruecopardo
- Cerralbo